# 伊文思 (英國外交官)
伊文思爵士，KCMG，KCVO[?]（1928年4月15日—2012年8月24日），英國外交官，1984年1月至1988年5月擔任英國駐華大使，任內與中方代表周南在1984年9月26日草簽《中英聯合聲明》。
伊文思1952年加入外交部，出任駐華大使前曾分別在1955年至1957年和在1962年至1964年兩度任職於北京的英國駐華代辦處。在駐華大使任內，伊文思還兼任中英香港前途談判英方代表團團長，負責與中方主持第八輪至最後第22輪談判。事實上，雙方的主要共識在柯利達爵士在任駐華大使和英方團長時已經定調，因此伊文思作為英方代表團團長的主要職責，是要在有限時間內草擬好《中英聯合聲明》的內容。連串的中英談判最終促成英国首相戴卓爾夫人與中國国务院總理趙紫陽在1984年12月19日於北京正式簽署《中英聯合聲明》，正式確認香港主權在1997年移交中國。
伊文思在任駐華大使的後期還安排中英兩國重要人物連串互訪，當中包括參與安排英女皇伊利沙伯二世在1986年10月對中國展開歷史性國事訪問。在1988年退休以後，他專注於撰寫一部關於中共領導人鄧小平的英文傳記，傳記於1993年出版，並被翻譯成日文、中文、泰文和匈牙利文等多種語言。

## 生平

### 早年生涯
伊文思在1928年4月15日生於英屬洪都拉斯，父親愛德華·沃爾特·伊文思（Edward Walter Evans，1890年－1985年）為資深殖民地官員，嘗任毛里裘斯、英屬洪都拉斯和百慕達輔政司等職，並曾經署任毛里裘斯和百慕達總督，後獲得CMG勳銜。
伊文思早年就讀於英國牛津郡飛龍學校（Dragon School），後升讀德比郡的雷普頓學校（Repton School）和牛津大學莫德林學院，1949年獲文學士學位畢業，後來於1992年再從學院獲得文學碩士學位。畢業後，他選擇在1950年8月至1952年8月加入英軍服役，期間曾於康沃爾公爵輕步兵團獲取少尉軍階。

### 外交生涯
伊文思退伍後於1952年10月加入外交部工作，最初於倫敦外交本部任職三等秘書，1955年9月調到中國北京的英國駐華代辦處任職三等秘書，當時的駐華代辦為歐念儒爵士。在華期間，他還於1956年10月獲得資助學習漢語。在1957年，他返回英國倫敦升任二等秘書，在任五年後於1962年返回北京出任一等秘書兼漢務參贊，一任兩年。
在1964年，伊文思被調往瑞士伯恩任職一等秘書，到1968年調返倫敦出任同一職位，復於1970年獲擢升為近東司司長，隨後又於1972年改任遠東司司長。伊文思在1974年以訪問學人身份獲補送到美國哈佛大學國際關係中心深造，一年後學成，旋於1975年調往斯德哥爾摩任英國駐瑞典大使館商務參贊，以及在1977年至1979年在巴黎出任英國駐法國公使（經濟），任內於1978年獲授CMG勳銜，以表揚他多年來的外交工作。
在1979年，伊文思獲擢升為外交部助理常務次官，開始參與處理當時日益浮面的香港前途問題，隨後於1982年升任副常務次官。在1984年1月，伊文思第三度調往中國，接替柯利達爵士出任英國駐華大使，同年獲英廷嘉授KCMG勳銜，成為爵士。

### 駐華大使

#### 香港前途談判尾聲
伊文思出任駐華大使以前，中英兩國早已在1983年7月起就香港的前途問題展開第二階段談判，在當時的駐華大使柯利達帶領下，英方代表團在1983年11月成功說服英政府，放棄堅持英國在1997年後在主權與治權上與香港維持任何關係。此後，中英談判取得明顯進展，雙方還確認了中共領導人鄧小平提出「一國兩制」在內等主要原則，因此當伊文思在1984年1月接任駐華大使時，雙方的談判結果基本上已經定調，成為後來《中英聯合聲明》的基礎。
伊文思上任駐華大使後還接替柯利達兼任中英談判英方代表團團長，而英方代表團成員則繼續由香港總督尤德爵士和港府政治顧問麥若彬（後為爵士）留任；至於中方代表團團長也由原來的姚廣，改由周南出任。就在上任駐華大使後不久，伊文思即於1984年1月25日和26日出席中英第八輪談判，與此後的每次談判一樣，他步往會談場地途中，均吸引大批香港傳媒爭相追訪。
不久以後，外相賀維爵士在4月15日首次訪華，並在伊文思陪同下先後會見中國外交部長吳學謙、港澳辦主任姬鵬飛、總理趙紫陽和領導人鄧小平等人，雙方在會面中正式確認了香港前途問題的共識。賀維訪華後於4月18日轉抵香港，復於4月20日舉行記者會，正式宣佈英國不會在1997年6月30日後繼續管治香港，香港前途遂成定局。
雖然如此，直到1984年9月以前，中英雙方在香港前途談判的細節上仍有不少尚待解決的分歧，為了加快談判進度，中英雙方在1984年6月額外設立一個特別工作小組，負責就草擬《中英聯合聲明》的條文細節進行磋商。工作小組分別由助理常務次官衛奕信（後為爵士）和柯在鑠擔任英方和中方的首席代表，而英方代表團成員之一的麥若彬則擔任工作小組轄下兩個小組的其中一個代表，負責國籍、居留權、民航航權和土地方面的條文，以極速為《聯合聲明》定稿；至於身在倫敦擔任英揆外事顧問的柯利達，也繼續統籌和指導英方的談判工作。
另外，當時中英雙方其中一項主要分歧，在於中方提出希望設立特別機構，監察香港在1997年主權移交前13年的「過渡期」，以確保政權平穩移交。不過，中方的建議卻引起外界不少擔憂，有香港輿論更質疑建議無異於設立一個屬於中方的「影子政府」影響港府施政，而港督尤德爵士也認為中方的建議並不可行。相反，英國提出設立中英聯合聯絡小組作為替代方案，強調小組只具諮詢性質而不具實權，較為可取。在得到新華社香港分社社長許家屯的支持下，中英雙方終就聯絡小組的組成達成共識，並同意聯絡小組可運作至香港主權移交後的2000年。有關安排復於外相賀維爵士在1984年7月底第二度訪華期間得到確認，至此前途談判的主要障礙已悉數解決。
在1984年9月6日至7日，中英雙方在伊文思和周南的主持下結束最後一輪即第22輪會談，標誌著前途談判結束。在9月26日，兩人分別代表中英兩國在北京人民大會堂草簽《中英聯合聲明》，復於12月19日由首相戴卓爾夫人和趙紫陽再次在人民大會堂作正式簽署，而伊文思也有親身出席簽字儀式。在1985年5月27日，伊文思再與周南在北京釣魚台國賓館分別代表兩國政府互換《中英聯合聲明》批准書，《中英聯合聲明》遂告正式生效。然而，《聯合聲明》當時並未能向港人提供充足信心，從《聯合聲明》簽署後進行的一項民意調查顯示，只有百分之16受訪者對《聯合聲明》感到放心，百分之76受訪者持保留態度，另有三成受訪者認為《聯合聲明》提出的「一國兩制」行不通，反映港人對中英協議抱有懷疑。
伊文思對《中英聯合聲明》的看法則顯得更為樂觀。他曾經說過，「在英國歷史書，鴉片戰爭只是一個註腳……但在中國歷史卻是一件核心和非常蒙羞的事件」，因此香港主權移交中國對中國具深重的歷史意義；而他認為《聯合聲明》的落實，意味香港在1997年後將繼續以「一個資本主義小島」的形式在中共政權下存續，從而「切實體現一國兩制的構想」。作為中英談判的英方主要代表之一，伊文思與柯利達兩人在《中英聯合聲明》簽署後，還特別得到內閣發聲明致謝。

#### 香港過渡期的中英外交
《中英聯合聲明》簽署後，中方在1985年7月正式成立香港特別行政區基本法起草委員會，負責起草在1997年7月1日起實施的《香港基本法》；而中英雙方也在1985年5月根據《聯合聲明》及其附件二成立中英聯合聯絡小組，但是伊文思未有直接參與聯絡小組的工作，而聯絡小組英方首席代表則由衛奕信擔任。
伊文思在任駐華大使後期參與安排中英雙方多名重要成員的交流活動，連串訪問包括中國總理趙紫陽在1985年6月出訪英國，會見首相戴卓爾夫人和英女皇伊利沙伯二世、伊利沙伯二世在1986年10月對華展開國事訪問、以及皇妹瑪嘉烈公主在1987年5月訪華等。當中，伊利沙伯二世更是歷來首位訪問中國的在位英國君主，為表揚伊文思在女皇訪華行程上的安排，他還在1986年獲英廷獎授KCVO勳銜。
另外，伊文思也是最先發現港督尤德爵士在1986年12月5日猝死的人士之一。在1986年12月2日，尤德以嘉賓身份，隨貿易發展局主席鄧蓮如（後為女爵士）率領的一個香港高層經濟貿易代表團訪問北京，以參觀在當地舉辦的香港產品展覽會。訪京期間，尤德下榻於建國門外光華路11號的英國駐華大使館，並訂於12月5日返港。在12月4日晚，尤德與伊文思等人出席由港澳辦主任姬鵬飛所設的晚宴，返回大使館後，尤德還與伊文思談天至晚上十時，當時尤德的健康還未有異樣。
但是在12月5日清晨約6時15分，當尤德的秘書到客房提醒他起床的時候，卻發現尤德的情況有異，於是立即告知伊文思。伊文思大約在6時25分趕至尤德的客房，只見他全身僵硬冰冷，遂即時傳召醫生求助。在6時50分，一名澳洲籍醫生趕至，經診斷後，證實尤德已經猝死多時，他隨後被推斷在凌晨12時左右，因心臟病病發猝死。尤德死於任上一事在香港引起相當的轟動，在同年12月9日，伊文思特地從北京飛來香港出席尤德的喪禮，以表達對尤德的哀思。

### 晚年生涯
在1988年5月，伊文思卸任駐華大使，展開退休生涯，並由唐納德爵士接任。不過，伊文思退而不休，儘管未曾出版任何著作，但他卻大膽萌生為中共領導人鄧小平撰寫傳記的念頭。事實上，伊文思對鄧小平並不陌生，早在1956年9月在華擔任三等秘書的時候，他就已經根據鄧小平在中共八大發表的《關於修改黨章的報告》起草報告書向倫敦匯報。而在漫長的外交生涯中，伊文思也曾經五次面對面與鄧小平接觸，第一和第二次是在1984年4月和7月外相賀維爵士兩度訪華期間，跟隨賀維會見鄧小平、第三次是英揆戴卓爾夫人在1984年12月訪華簽署《中英聯合聲明》的時候、第四次是在英女皇伊利沙伯二世於1986年10月訪華期間、而最後一次則是在1987年前首相希斯爵士會見鄧小平的席上。
由1988年起，伊文思在牛津大學沃弗森學院擔任高級研究學人，以便專心撰寫鄧小平傳記，期間，他閱讀了大量的中文、英文和法文資料，以深入研究鄧小平的生平事蹟。為了使傳記的內容更加豐富，他在1992年特地致函時任中國外交部長錢其琛，希望可以親自訪問已年屆88歲的鄧小平。雖然有關請求未能得到應允，但伊文思仍獲准在1992年4月訪問中共中央文獻研究室鄧小平研究組，從中採集到不少重要的資料。

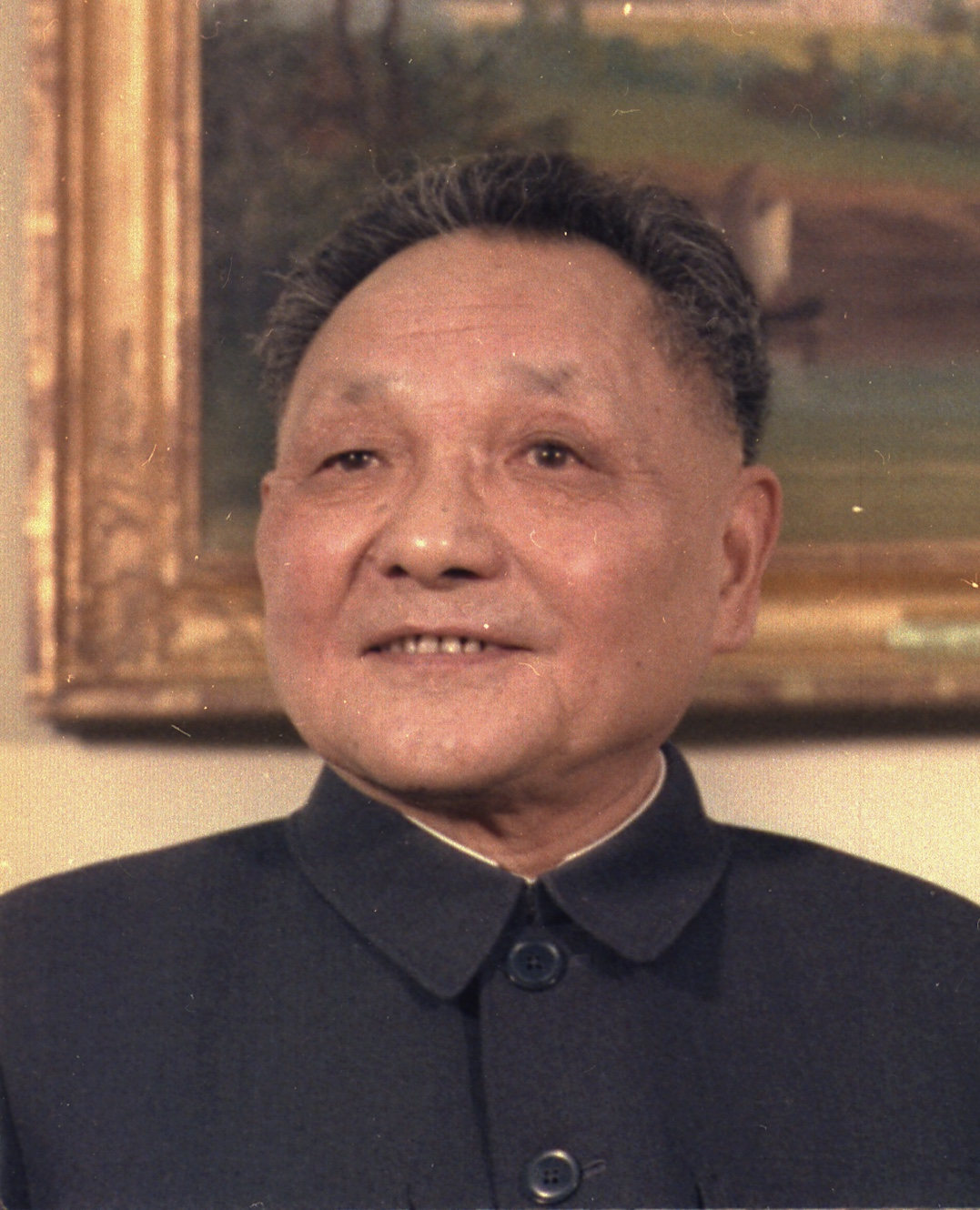
伊文思爵士退休後曾撰寫一本關於中共領導人鄧小平（圖）的傳記

歷經四年的潛心寫作後，伊文思終在1993年出版Deng Xiaoping and the Making of Modern China（《鄧小平和現代中國的塑造》），後來又根據新搜集得來的資料，對傳記進行大量修訂，並在1995年發行再版，復於1997年因鄧小平逝世而發行了第三版。伊文思的《鄧小平傳》深受西方學界好評，也得到中方學界的肯定，截止2004年，伊文思撰寫的傳記英文版合共售出28,000冊，而且被譯成日文、中文、泰文和匈牙利文等多種語言。在1995年卸任高級研究學人後，伊文思即獲沃弗森學院任命為榮譽院士，以肯定他的學術造詣。
除了寫作生涯外，伊文思也十分關注倫敦市五金商公司（The Ironmongers' Company）的工作，並在1999年至2000年擔任五金商公司主管。晚年的伊文思退居於英格蘭威爾特郡斯芬漢普頓（Sevenhampton）。他在2012年8月24日於家中逝世，終年84歲，其喪禮復於9月7日在斯芬漢普頓聖詹姆士教堂舉行。

## 個人生活
伊文思共有兩段婚姻，他在1960年娶瑪嘉烈·伊麗莎白·史桑格（Margaret Elizabeth Sessinger）為妻，但兩人於1970年離婚。在1973年，他復娶露絲瑪麗·格拉尼亞·格倫·伯基特（Rosemary Grania Glen Birkett）為妻，兩人共育有兩名兒子，分別名馬克（Mark）和彼得（Peter）。伊文思閒時的興趣包括旅遊、閱讀和音樂，早年也喜愛業餘戲劇，他生前是倫敦紳士會所牛津及劍橋會會員。

## 著作列表
- 《鄧小平和現代中國的塑造》（Deng Xiaoping and the Making of Modern China），倫敦：哈米什·漢密爾頓，1993年。[2]
  - 田山 译，《邓小平传》，国际文化出版公司（2013年，ISBN 978-7-5125-0483-7）

## 榮譽

### 殊勳
- 以下列出榮譽全稱及縮寫：^ 
  - 聖米迦勒及聖喬治同袍勳章（C.M.G.） （1978年新年授勳名單[5]）
  - 聖米迦勒及聖喬治爵級司令勳章（K.C.M.G.） （1984年新年授勳名單[7]）
  - 皇家維多利亞爵級司令勳章（K.C.V.O.） （1986年10月18日[23]）

### 頭銜
- 伊文思 （Richard Evans，1928年4月15日－1978年1月）
- 伊文思，CMG （Richard Evans, CMG，1978年1月－1984年1月）
- 伊文思爵士，KCMG （Sir Richard Evans, KCMG，1984年1月－1986年10月）
- 伊文思爵士，KCMG，KCVO （Sir Richard Evans, KCMG, KCVO，1986年10月－2012年8月24日）

## 注腳
1. ↑  The Dominions Office and Colonial Office List (1939), p. 699.
2. 1 2 3 4 5 6 7 8 9 10 11 12  Who's Who (2008)
3. 1 2 3  Foreign Office List (1963), p. 201.
4. ↑  "Supplement to Issue 39229", London Gazette, 15 May 1951, p. 3.
5. 1 2  "Issue 47723 （页面存档备份，存于）", London Gazette, 29 December 1978, p. 3.
6. 1 2 3 4 5 6 7 8 9  "Sir Richard Evans" (28 August 2012)
7. 1 2  "Supplement to Issue 49583 （页面存档备份，存于）", London Gazette, 30 December 1983, p. 4.
8. 1 2 3 4  鍾士元爵士（2001年），頁57。
9. ↑  Tsang (2009), p. 224.
10. 1 2  Tsang (2009), p. 223.
11. ↑  Tsang (2009), p. 222.
12. 1 2  《一九八四年大事回顧》（1984年）
13. 1 2  鍾士元爵士（2001年），頁60。
14. 1 2  BARBER (1996), p. 16.
15. 1 2 3 4 5  Tsang (2009), pp. 224-225.
16. ↑  鍾士元爵士（2001年），頁84。
17. ↑  鍾士元爵士（2001年），頁87。
18. 1 2  〈中英關於香港問題的聯合聲明〉（造訪於2012年11月29日）
19. ↑  鍾士元爵士（2001年），頁94。
20. ↑  〈霧裡看花〉（1996年7月21日）
21. ↑  鍾士元爵士（2001年），頁120。
22. ↑  Tsang (2009), p. 225.
23. 1 2  "Issue 50724", London Gazette, 21 November 1986, p. 1.
24. 1 2 3 4 5 6 7 8  〈尤德死於晚上12時〉（1986年12月7日）
25. 1 2 3 4 5 6 7  〈鄧小平塑造了現代中國—專訪英前駐華大使伊文思〉（2004年8月12日）
26. ↑  "Sir Richard Evans" (6 September 2012)
27. 1 2  "EVANS, Sir Richard Evans, KCMG, KCVO" (August 2012)

### 英文資料
- The Dominions Office and Colonial Office List. Great Britain: Waterlow & Sons Limited, 1939.
- Foreign Office List. Great Britain: Harrison and Sons, 1963.
- BARBER, Jane, BDOHP: INTERVIEW WITH SIR ROBIN MCLAREN. UK: Churchill College, Cambridge, 31 July 1996. 網上版本 （页面存档备份，存于）
- Who's Who. London: A & C Black, 2008.
- Tsang, Steve, A Modern History of Hong Kong. Hong Kong: Hong Kong University Press, 2009.
- "EVANS, Sir Richard Evans, KCMG, KCVO", Telegraphannouncements, August 2012. 網頁 （页面存档备份，存于）
- "Sir Richard Evans", Daily Telegraph, 28 August 2012. 網上版本 （页面存档备份，存于）
- "Sir Richard Evans", The Times, 6 September 2012.

### 中文資料
- 《一九八四年大事回顧》，香港：無綫電視，1984年。
- 〈尤德死於晚上12時〉，《大公報》，1986年12月7日。
- 蔡貞停編導，〈霧裡看花〉，《鏗鏘集》，香港：香港電台，1996年7月21日。
- 鍾士元爵士著，《香港回歸歷程－鍾士元回憶錄》。香港：中文大學出版社，2001年。
- 〈鄧小平塑造了現代中國—專訪英前駐華大使伊文思〉，《東方新聞》，2004年8月12日。網頁 （页面存档备份，存于）
- 〈中英關於香港問題的聯合聲明〉，《新華網》，造訪於2012年11月29日。網頁 （页面存档备份，存于）

## 外部連結
- 《一九八四年大事回顧 （页面存档备份，存于）》，無綫電視，1984年（節錄）
- "Former UK envoy Sir Richard Evans, who was key in HK's handover, dies （页面存档备份，存于）", South China Morning Post, 30 August 2012

| 外交職務          | 外交職務                    | 外交職務          |
| ----------------- | --------------------------- | ----------------- |
| 前任： 柯利達爵士 | 英國駐華大使 1984年－1988年 | 繼任： 唐納德爵士 |